# Mehdi Cayenne
 (septembre 2020).
Mehdi Cayenne, né à Alger, est un auteur-compositeur-interprète, poète, comédien et chroniqueur radio canadien (franco-ontarien).
Il mêle la chanson francophone avec le funk, le post-punk, le folk avec des éléments de hip-hop et de musiques du monde.
Il a sorti 4 albums (Luminata en 2011, Na Na Boo Boo en 2013, Aube en 2015, Radio Batata en 2019) et joué au Québec, au Canada, aux États-Unis, en France, en Belgique, en Suisse, en Italie, en Arménie et en Russie.
Le 4 novembre 2022, Mehdi révèle son alter-égo anglophone Mandy Yaken, à travers lequel il lance un premier album anglophone auto-réalisé, Wisdom Teeth.

## Biographie

### Premières années
Né de parents français et algériens, Mehdi Cayenne est arrivé au canada à 14 ans. Il a grandi à Montréal, Moncton (Nouveau-Brunswick), à Ottawa (Ontario) et a vécu brièvement à New York.
Son grand-père est la quatorzième génération d'une lignée d'imams soufis, la branche mystique de l'Islam.
Il écrit son premier poème à six ans.
Après des études en théâtre à école secondaire publique De La Salle à Ottawa, il commence dès 2005 à organiser des spectacles à Ottawa et à Montréal, où il joue dans des cafés, des bars, des maisons de retraite, dans des prisons, dans des écoles, dans la rue, dans des spectacles de poésie, et de théâtre.

### Musique
Il forme le Mehdi Cayenne Club (raccourci en 2016 à Mehdi Cayenne) le 25 juin 2009.
Au cours des années, son groupe incorpore avec plusieurs membres de la scène musicale de l'Outaouais et de Montréal, tels qu'Olivier Fairfield, Charles Fairfield, François Gravel, Oli Bernatchez, Pascal Delaquis, Pierre-Luc Clément, Philippe Charbonneau, Patrice Agbokou, Jamie Kronick, Gabriel Couture, Michelle Pinard et plusieurs autres.
Il est produit par PASA Musik (https://pasamusik.com/) dirigé par Patrice Agbokou.
Il a remporté plusieurs prix pour ses créations. En 2017, il remporte les prix de meilleur interprète masculin, meilleur album et chanson primée au gala Trillor Or de l'APCM. En 2021, il est sacré artiste solo, et auteur et/ou compositeur au gala Trille Or de l'APCM. Il remporta aussi le prix du meilleur album, du coup de cœur des médias et l'export Ontario. En 2025, il est lauréat du 13e Gala Trille Or, récompensé pour son album Animal Chic.

## Vidéographie
- O Canada (réalisé par Usman Ali Khan) - 2012
- Morphée (réalisé par Michael McLaughlin) - 2013
- L'art pour l'art (réalisé par Craig Connelly) - 2014
- Isadora (réalisé par Satura Stramoine) - 2015
- Je te vois (réalisé par Frédérique Bérubé) - 2016
- La pluie (réalisé par Frédérique Bérubé) - 2016
- Rivière (réalisé par Anisia Uzeyman) - 2017
- Dieu est à temps partiel depuis qu'on l'a remplacé par une machine (vidéo-collage réalisé par Mehdi Cayenne) - 2019
- Molly (réalisé par Frédérique Bérubé) - 2019
- Fulton (réalisé par Frédérique Bérubé) - 2019
- Croque-Pomme (réalisé par Frédérique Bérubé) - 2019
- Joie de vivre (vidéo-collage réalisé par Mehdi Cayenne) - 2019
- Sasseville (vidéo-collage réalisé par Mehdi Cayenne) - 2019
- Ça marche pas comme ça (réalisé par Mehdi Cayenne) - 2020
- Bye Bijou (vidéo-collage réalisé par Mehdi Cayenne) - 2020
- Foule Sentimentale (réalisé par Mehdi Cayenne) - 2022

## Bandes sonores
À partir de 2020, Mehdi Cayenne signe plusieurs bandes sonores de musique originale comme réalisateur et multi-instrumentiste, particulièrement avec la compagnie de création Magnéto :
- Zik (série télévisée de 10 épisodes avec TFO/ Moi + Dave) - 2022
- Miroir Miroir (documentaire télévisé de Moi + Dave et Radio-Canada) - 2022
- Never Grow Up (jeu vidéo interactif) - 2022
- Habiter (série de podcasts produite par Magnéto et Audible) - 2021
- Poésie Go! (série de podcasts avec l'Institut Goethe) - 2021
- Inspirations (série de podcasts avec Coyote Audio) - 2021
- La route vers la Côte-Nord (série balado de Magnéto) - 2021
- J’en perds mes mots (série balado de 10 épisodes de TFO) - 2020
- Ciao Plastique (série télévisée de 10 épisodes avec Machine Gum et Radio-Canada) - 2020
- On s'expose (websérie de 24 épisodes avec Slam Productions) - 2020
- Lire c'est vivre (série de podcasts en 4 épisodes avec Magnéto) - 2020
- 6° sous l'horizon (série de podcasts de 10 épisodes avec Magnéto) - 2020
- La ruée vers l'est (série de balados en 8 épisodes avec Magnéto) - 2020
- La troisième personne (série de podcasts en 3 épisodes avec Magnéto) - 2018

## Télévision
En 2009, il écrit et narre la série En quoi tu crois à Radio-Canada.
On le voit[Qui ?] dans Tournée des cafés en Ontario (2011), Présences (2013), Balade à Toronto (2014), Galala (2015), Prise de son (2017)
Il apparaît également à l'émission Belle et Bum (Télé-Québec) en 2015 et en 2017.
Il anime et signe la bande sonore de l'émission télévisée Zik, une émission éducative de TFO sur la musique destinée pour les adolescents.

## Radio
Mehdi signe des chroniques radio à Radio Canada à plusieurs émissions, incluant Nouvelle Vague, On dira ce qu'on voudra, et l'Effet Pogonat.
En 2017, Mehdi narre un extrait de L'Hiver de force (Réjean Ducharme), pour Magnéto[réf. nécessaire].
En 2018, Mehdi co-réalise avec Marie-Laurence Rancourt le documentaire radio L'écorce et le noyau, produit par Magnéto.
Aussi en 2018, Mehdi signe la musique du documentaire radio La troisième personne avec Magnéto.
Il offre tous les vendredis de juin 2018 à juin 2019 des chroniques poétiques à Radio-Canada (intitulées Brin de folie) pour plusieurs régions francophones du Canada.